# Sed

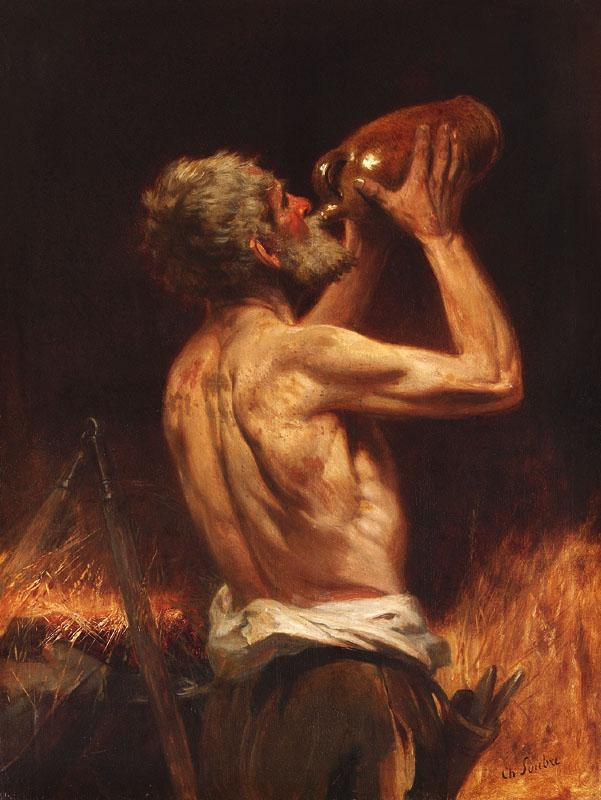
El segador sediento, óleo del pintor belga Charles Soubre.

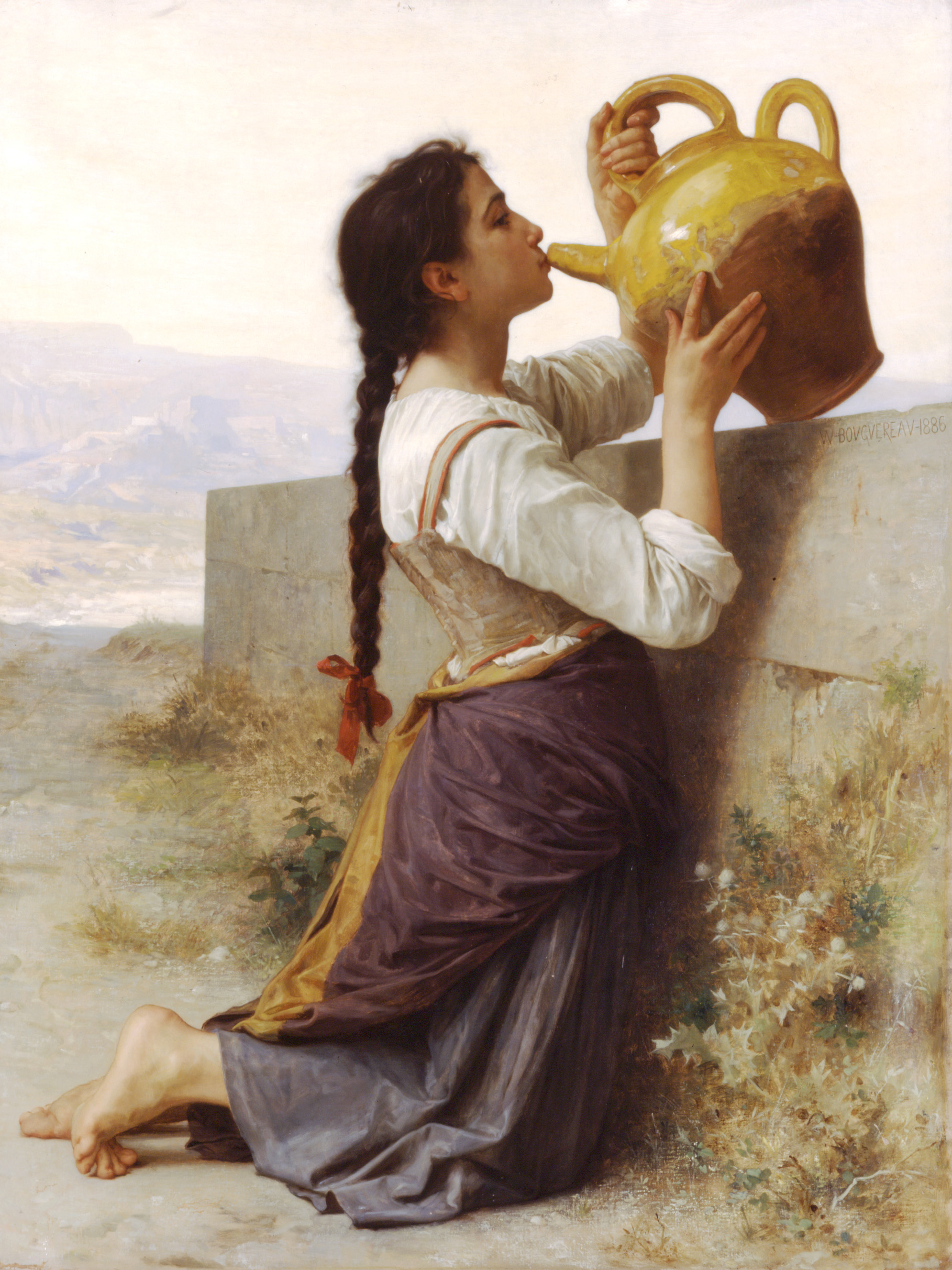
Sed, de William-Adolphe Bouguereau

La sed es el ansia por beber líquidos causado por el instinto básico de humanos u otros animales para beber. Es un mecanismo esencial de regulación del contenido de agua en el cuerpo y uno de los primeros síntomas de deshidratación. Se produce por una carencia de hidratación o por un aumento de la concentración de sales minerales.
Si el volumen de agua del cuerpo baja de un cierto umbral o la concentración osmótica es demasiado alta, el cerebro induce la sed. Si la deshidratación continúa, se pueden originar una gran cantidad de problemas; los más comúnmente asociados son problemas neurológicos y problemas renales.

## Sed excesiva o polidipsia
La sed excesiva —conocida como polidipsia— junto con la diuresis excesiva —conocida como poliuria— puede ser un síntoma de diabetes.
Hay receptores y otros sistemas en el cuerpo que pueden detectar una disminución del volumen de agua o un aumento de la presión osmótica. Son estímulos al sistema nervioso central cuando el procesamiento central tiene éxito. Algunas fuentes distinguen por lo tanto entre «sed extracelular» y «sed intracelular». Mientras que la sed extracelular es sed generada por un aminoramiento del volumen, la sed intracelular es sed generada por el aumento de la concentración osmótica; sin embargo, el ansia en sí misma es algo generado por el procesamiento en el cerebro, sin importar cómo es detectada.

## Detección
Hay muchos receptores diferentes para captar un volumen crecido o una concentración osmolita crecida.

### Volumen decrecido
- Sistema Renina-Angiotensina

La hipovolemia lleva a la activación del sistema Renina-Angiotensina (RAS) y a una disminución del péptido natriurético atrial. Estos mecanismos, junto con sus otras funciones, contribuyen a desencadenar la sed, a través del órgano subfornical. Por ejemplo, angiotensin II, activada en el RAS, es un potente dipsógeno (es decir, que estimula la sensación de sed) que actúa vía órgano subfornical
- Otros
  - Los barorreceptores arteriales detectan un descenso en la presión arterial, y envían señales al sistema nervioso central en el área postrema[4] y en el núcleo del tracto solitario.[4]
  - Los receptores cardiopulmonares detectan un descenso en el volumen de sangre, e igualmente, envían señales al área postrema[4] y al núcleo del tracto solitario.[4]

### Concentración osmolite incrementada
Un aumento en la presión osmótica, por ejemplo, después de una comida salada activa los osmorreceptores. Hay osmorreceptores en el  sistema nervioso central, concretamente en el hipotálamo, y más específicamente en dos órganos circunventriculares, que carecen de una barrera hematoencefálica eficaz: el órgano vascular de la lámitar terminal (OVLT) y el órgano subfornical (SFO). Sin embargo, a pesar de que están localizados en las mismas partes del cerebro, estos osmorreceptores que provocan la sed, son distintos de los vecinos osmorreceptores en el OVLT y FO que provocan la liberación de Arginina-Vasopresina para reducir la salida de fluidos (equilibrio de líquidos).
Adicionalmente, existen osmorreceptores en la vísceras. Estos envían señales al área postrema y al núcleo del tracto solitario en el cerebro.

### Ansia de sal
Dado que el sodio también se pierde del plasma en la hipovolemia, la necesidad de sal del cuerpo crece desproporcionadamente junto con la sed en esos casos. Esto también es resultado de la activación del sistema Renina-Angiotensina.

### Adultos mayores
Para adultos de más de 50 años, la sensación de sed disminuye y continúa disminuyendo con la edad, causando, en muchos casos, síntomas de deshidratación.

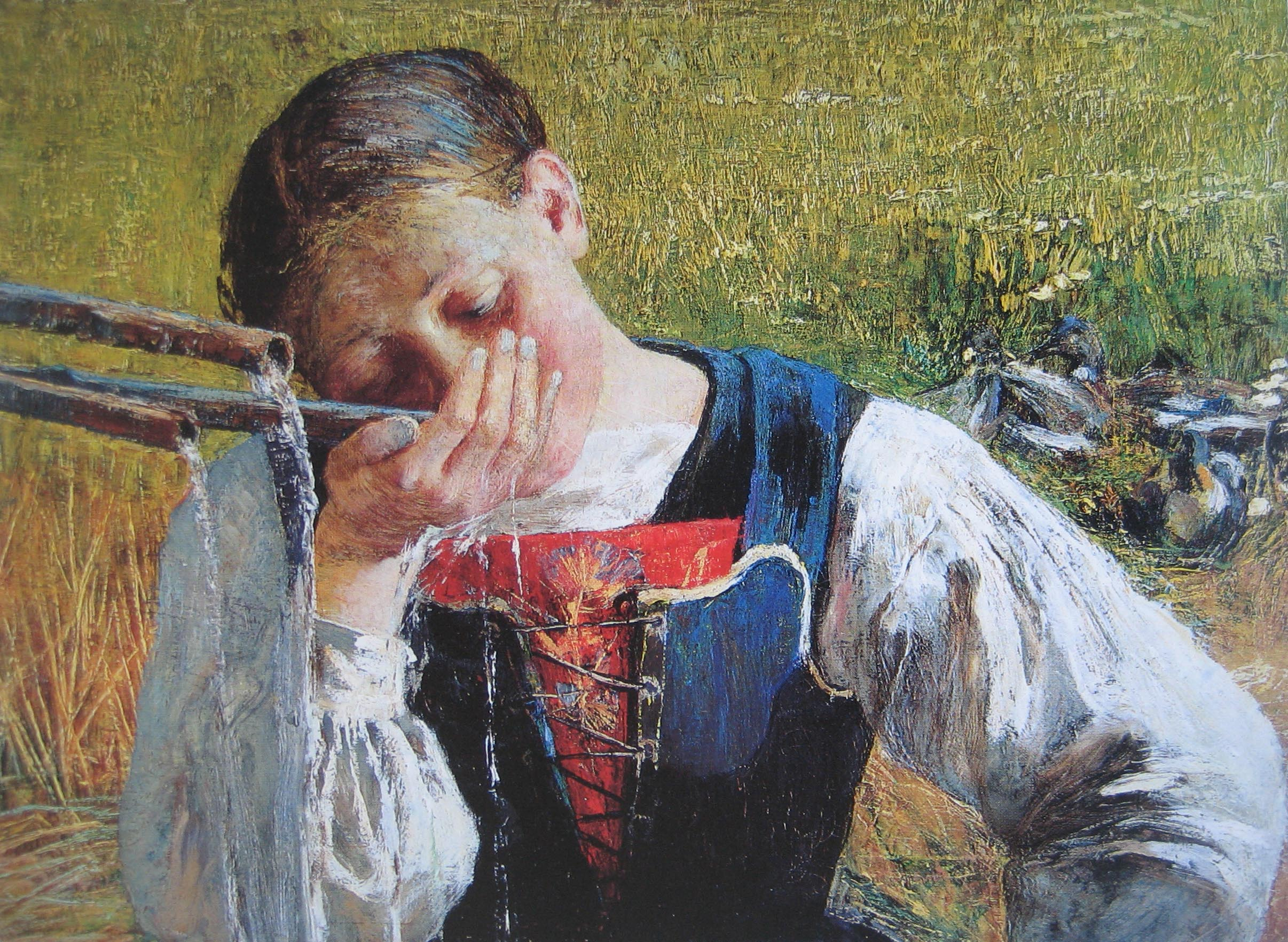
Muchacha grisona en la fuente, óleo del pintor suizo Giovanni Segantini, en 1887.

## Procesamiento central
El área postrema y el núcleo del tracto solitario, en el bulbo raquídeo, envían señales vía 5-HT, al núcleo parabranquial lateral que, en respuesta, envía señales al núcleo preóptico medio, en el área preóptica. Además, el área postrema y el del tracto solitario también envía señales directamente al órgano subfornical, en el diencéfalo.
Así, el núcleo preóptico medial y el órgano subfornical reciben señales del descenso de volumen, del aumento en la concentración osmótica y también del descenso de la presión arterial. Estos, envían señales a centros integradores superiores, donde, en última instancia, surge la sensación consciente de "ansia". A pesar de ello, el mecanismo que desencadena este «ansia» conscientemente no se conoce de forma completa.
Además de la sed, el órgano vascular de la lámina vascular y el órgano subfornical contribuyen al equilibrio de fluidos a través de la liberación de vasopresina.